# 威廉·约齐克
威廉·约齐克（英語：William Yorzyk，1933年5月29日—2020年9月2日），美国男子游泳运动员。他曾代表美国参加1956年夏季奥林匹克运动会游泳比赛，获得男子200米蝶泳金牌，成为该小项首个奥运冠军。